# 5981 Кресілас
5981 Кресілас (5981 Kresilas) — астероїд головного поясу, відкритий 24 вересня 1960 року.
Тіссеранів параметр щодо Юпітера — 3,281.